# بایبچه
بایبچه (به لاتین: Baybacheh) یک منطقهٔ مسکونی در افغانستان است که در ولایت بادغیس واقع شده‌است.